# Ion monoatómico
Un ion monoatómico es un ion formado por un átomo, a diferencia de un ion poliatómico que consiste de dos o más átomos. Por ejemplo, el carbonato de calcio consiste en el ion monatómico Ca2+ y el ion politómico CO32-.
Un compuesto iónico binario tipo I contiene un metal (catión) que forma solo un tipo de ion. Un compuesto iónico tipo II contiene un metal que forma más de un tipo de ion; ej. iones con diferente carga eléctrica.
| Cationes comunes de tipo I | Cationes comunes de tipo I |
| -------------------------- | -------------------------- |
| Hidrógeno                  | H+                         |
| Litio                      | Li+                        |
| Sodio                      | Na+                        |
| Potasio                    | K+                         |
| Rubidio                    | Rb+                        |
| Cesio                      | Cs+                        |
| Magnesio                   | Mg2+                       |
| Calcio                     | Ca2+                       |
| Estroncio                  | Sr2+                       |
| Bario                      | Ba2+                       |
| Aluminio                   | Al3+                       |
| Plata                      | Ag+                        |
| Zinc                       | Zn2+                       |

| Cationes comunes tipo II | Cationes comunes tipo II | Cationes comunes tipo II |
| ------------------------ | ------------------------ | ------------------------ |
| Hierro (II)              | Fe2+                     | ferroso                  |
| Hierro (III)             | Fe3+                     | férrico                  |
| Cobre (II)               | Cu2+                     | cúprico                  |
| Cobre (I)                | Cu+                      | cuproso                  |

| Aniones comunes | Aniones comunes |
| --------------- | --------------- |
| hidruro         | H−              |
| fluoruro        | F−              |
| cloruro         | Cl-             |
| bromuro         | Br-             |
| yoduro          | I-              |
| óxido           | O2-             |
| sulfuro         | S2-             |
| nitruro         | N3-             |
| fosfuro         | P3-             |